# 埃里克·哈康松
埃里克·哈康松（古諾斯語：Eiríkr Hákonarson，960年代—1020年代），挪威總督（1000年－1012年）、拉德伯爵（995年－1023年）及諾森布里亞伯爵（1016年－1023年）。埃里克·哈康松是名義上的挪威國王被稱為哈康伯爵的哈康·西居爾松（970年－995年）的兒子，也是拉德伯爵斯維寧·哈康松的兄弟。埃里克·哈康松曾經參與約龍阿沃格戰役，斯瓦爾巴戰役以及與克努特大帝入侵英格蘭。

## 早年
埃里克年青時期的主要參考來源是Fagrskinna和挪威王列傳。兩本薩迦都說，埃里克·哈康松是哈康·西居爾松的兒子，是哈康·西居爾松在奧普蘭逗留期間與一名身份低下的女子睡過後而誕下的。哈康·西居爾松很少關心這個男孩並把他交給一位朋友來撫養。當埃里克十一歲或十二歲時，有一次他和他的養父將他們的船泊在哈康·西居爾松的船旁邊。然後，哈康·西居爾松最親密的朋友斯科普蒂來到並要求埃里克·哈康松他們離開，這樣他就可以像平時習慣般躲在哈康·西居爾松的船旁邊。當埃里克拒絕時，哈康·西居爾松對這個男孩的驕傲感到憤怒，並嚴厲地命令他離開。埃里克雖然被羞辱，但是別無選擇下，只能服從。在跟着的冬天，他通過追捕斯科普蒂的船並殺死他來報復這羞辱。這是關於埃里克的第一次記載，正如吟遊詩人Eyjolf在他的Bandadrápa中紀錄這一事件那樣。薩迦記載，在殺死斯科普蒂之後，埃里克向南航行到丹麥，在那裡他被丹麥國王藍牙王哈拉爾收留。在丹麥度過一個冬天後，哈拉爾讓埃里克在羅梅里約和Vingulmark之間獲得一席之地（挪威南部的地區長期受丹麥影響）。在挪威王列傳內記載，這些資料得到Bandadrápa內一些含糊不清的詩句所支持。

## 約龍阿沃格戰役
約龍阿沃格戰役是埃里克·哈康松參與的第一次重大戰事。這場戰鬥是拉德伯爵和丹麥入侵艦隊之間進行的海戰。這場戰鬥在挪威王室薩迦-如挪威王列傳 - 以及約姆斯維京薩迦和薩克索·格拉瑪提庫斯的《丹麥人的事跡》中有所描述。那些已故的文學作品都是怪誕的，但歷史學家認為它們包含了真理的核心。一些當代的吟遊詩歌提及此戰鬥，包括ÞórðrKolbeinsson和Tindr Hallkelsson的詩句。
哈康·西居爾松堅信古老的北歐神靈，當丹麥國王藍牙哈拉爾德試圖強迫他改信奉基督教時，哈康·西居爾松打破他對丹麥的忠誠。丹麥人入侵部隊於986年在約龍阿沃格戰役中被擊敗。據挪威王列傳記載，埃里克顯然已經與他的父親和解，在戰鬥中指揮60艘戰艦並取得勝利。戰鬥結束後，他為約姆斯維京包括沃恩·阿卡森提供駐屯的地方。

## 流亡
995年，當奧拉夫一世奪取挪威國王王位後，埃里克被迫流亡瑞典。埃里克與瑞典國王奧洛夫和丹麥國王斯文結盟，後者將其女兒吉茲嫁給埃里克。埃里克以瑞典為基地，向東部發動一系列突襲侵略。在基輔大公弗拉基米爾一世的土地上，埃里克搶劫並燒毀舊拉多加鎮（Old Norse Aldeigja）。雖然歐洲大陸沒有書面記載此消息來證實或駁斥這一點，但是在20世紀80年代，蘇聯考古學家發掘出的證據顯示舊拉多加是於10世紀後期燒毀的。埃里克還在愛沙尼亞西部（ON Aðalsýsla）和薩雷馬島（ON Eysýsla）進行了掠奪。 根據Fagrskinna對Bandadrápa的總結，埃里克在波羅的海與維京人進行了戰鬥並同時襲擊東約特蘭。

## 斯瓦爾巴戰役
於1000年發生的斯瓦爾巴戰役中，埃里克、斯文和奧洛夫在斯瓦爾巴島伏擊挪威國王奧拉夫一世。現在無法確定斯瓦爾巴這個地方，因為在隨後的幾個世紀中波羅的海沿岸有很大的改變。 斯瓦爾巴可能一個位於德國北部海岸的島嶼，靠近呂根島。
挪威國王奧拉夫一世在夏季曾在波羅的海東部。在回家的路上，盟友停在斯瓦爾巴島等他。這位挪威國王擁有七十一艘船隻，但其中一部分屬於他的盟友約姆斯維京名叫西格伐爾的一名酋長，其實西格伐爾是他的敵人的間諜，因而拋棄了奧拉夫一世。奧拉夫一世自己的船隻在沒有秩序的長列中經過埃里克和他的盟友的錨地，因為預計沒有攻擊。國王處在他最好的船隻後面。盟軍允許大部分挪威船隻通過，然後站出來攻擊奧拉夫一世。
奧拉夫一世拒絕逃跑，轉而立即與十一艘船開上去戰鬥。艦隊所採取的防禦戰術作戰是在中世紀的許多海戰中反復出現的情況。奧拉夫一世最好的戰艦長蛇號在中間、其他的船隻在左右護衛，因為長蛇號的弓射程超過其他船隻。這種安排的優勢在於它的士兵都可以自由地戰鬥，可以用槳和碼形成障礙物，並且敵人有可能利用他的數量上的優勢來攻擊時，盡可能地限制 - 當所有的戰鬥都是用劍，或者像弓箭和標槍這樣微弱的導彈武器時，這是一個很好的觀點。事實上，奧拉夫將他的11艘船變成了一個浮動的堡壘。
作為主要歷史權威的北歐作家將贊頌留給挪威人。據他們所述，在奧拉夫一世敵人之中勇氣和智慧都可以在埃里克身上找到。他們說丹麥人和瑞典人的士兵向前衝向奧拉夫的陣線，但是並沒有成功。埃里克卻襲擊其側翼。他的船隻名叫“鐵鯨鬚”（ON Járnbarðinn），也就是說，鐵桿上的弓箭加強，他強迫她在奧拉夫的最後一條線之間。通過這種方式，挪威船隻被一個接一個地運載，直到僅剩下長蛇。最後長蛇也被制服。奧拉夫一世跳進大海，拿著他的盾牌邊緣，所以他立刻沉了下來，他的胸甲的重量把他拖了下來。埃里克俘虜奧拉夫一世的長蛇號，並將其從戰鬥中駛走，這是他的宮廷詩人哈爾多羅爾·克里斯蒂尼所述發生的事件。

## 統治挪威

根據挪威王列傳斯瓦爾巴戰役之後的分治, 顯示埃里克·哈康松 (成為斯文的一個封地)、 斯維寧·哈康松 (埃里克同父異母兄弟成為 奧洛夫的一個封地) 及八字鬍斯文的統治地區

在斯瓦爾巴戰役之後，埃里克與他的兄弟斯維寧·哈康松戰鬥後，埃里克從1000年到1012年在八字鬍斯文的領導下成為挪威總督。埃里克的兒子哈康·埃里克森其後繼續擔任這個職位直到1015年。埃里克和斯維寧通過嫁他們的妹妹伯格·埃里克斯多特給艾納·來鞏固統治，以獲得寶貴的顧問和盟友。Fagrskinna記載：“目前有良好的和平氣氛，而且季節非常繁華。這些伯爵維持良好的法律，並嚴厲懲處罪行。”
埃里克與弟弟統治挪威期間，埃里克唯一的重要競爭對手是厄爾林·蕭松。埃里克太過強大和謹慎以至於無法觸摸，但又沒有足夠的力量來尋求公開對抗，他在整個統治期間都與伯爵們保持著不安的和平與關係。根據格雷蒂爾傳，埃里克在他遠征英格蘭之前不久就依法禁止決鬥，並流放狂戰士。

## 入侵英格蘭
1014或1015年，埃里克離開挪威，加入克努特大帝入侵英格蘭的軍事行動。從索爾·莊烈森的埃里克之詩來看，他們的艦隊於1015年在英吉利海峽集合，但從各種資料的年代順序很難調和，一些學者更趨向認同在1014年於丹麥會師。那時，克努特大帝還很年輕，沒有經驗，但是埃里克已經是“一個經過考驗有智慧及財力的豐富經驗戰士”（Fagrskinna），並且在弗蘭克·梅利·斯坦頓的意見“可能是年輕王子從事遠征行動的最佳顧問。 ”
斯堪的納維亞的入侵艦隊於1015年仲夏在桑威治登陸，在那裡只遇到零星的抵抗。克努特大帝的部隊入侵威塞克斯，在多實、威爾特及森麻實等地進行掠奪。參議埃德里克·斯特雷納組建一支由40艘船組成的英格蘭艦隊，並向克努特大帝投誠。埃瑪王后頌是目前提供有關埃里克在此軍事行動的唯一英語來源資料，但它記載所謂的埃里克獨立發動襲擊的說法含糊不清，亦與其他資料來源並不吻合。
1016年初，斯堪的納維亞軍隊越過泰晤士河進入麥西亞，並沿途掠奪。當時身為王子的剛勇者愛德蒙試圖召集一支部隊抵抗入侵，但他的努力並未成功，克努特大帝的部隊繼續不受阻撓地進入諾森伯蘭，諾森伯蘭伯爵尤特雷德被謀殺。克努特大帝在贏得對北方的控制權之後，將諾森伯蘭伯國封賞給埃里克。征服諾森伯蘭後，侵略軍再次向南轉向進軍倫敦。在他們到來之前，國王埃塞爾雷德於4月23日逝世，剛勇者愛德蒙被選為國王。
埃塞爾雷德死後，斯堪的納維亞軍隊包圍倫敦。根據《埃瑪王后頌》的記載，圍城由埃里克負責，這記載很可能是準確的。根據聖奧拉夫的傳奇記載，埃里克曾出現在倫敦的圍城戰中，索爾·莊烈森的一句吟遊詩記載埃里克與烏夫西特爾·斯尼靈在“倫敦以西”作戰。
經過幾次戰鬥，克努特大帝和埃德蒙達成了分治王國的協議，但埃德蒙於幾個月後去世。到1017年，克努特大帝已成為全英格蘭無可爭議的國王。他將王國分為四個部分。他自己保留韋塞克斯，他將諾森伯蘭交給埃里克，將東盎格利亞交給高大的索克爾，將麥西亞交給埃德里克·斯特雷納。同年晚些時候，克努特大帝將埃德里克以叛徒處決。根據埃瑪王后頌的記載，他命令埃里克“向這個人償還我們欠他的錢”，然後他用斧頭砍下了他的頭顱。
埃里克一直擁有諾森伯蘭伯爵的名銜直到他去世。對他的伯爵身份重要的記載是他從未與蘇格蘭人或斯特拉斯克萊德的英格蘭人打過仗，而後者經常不斷威脅諾森伯蘭。1023年後的英語文獻中再沒有提到埃里克。據英國的資料來源，他被卡努特大帝流放並返回挪威。這是非常不可能的，因為沒有有關他應得返回北歐的記錄。直到1033年，埃里克的繼承人諾森伯蘭伯爵休厄德才被確認為諾森伯蘭伯爵。因此，埃里克的逝世不可能比1023年和1033年之間的死亡時間推斷更精確。根據北歐消息來源，他的死因是在前往羅馬朝聖之前或之後因吊鐘手術（一種中世紀醫學方法）出血而死。